# (13710) Shridhar
(13710) Shridhar (1998 QU13) – planetoida z pasa głównego asteroid okrążająca Słońce w ciągu 3,42 lat w średniej odległości 2,27 j.a. Odkryta 17 sierpnia 1998 roku.